# Джозеф Джуран
Джозеф Мозес Джуран (англ. Joseph Moses Juran; 24 грудня 1904, м. Бреїла, Румунія — †28 лютого 2008, м. Нью-Йорк, США) — американський фахівець в області якості, академік Міжнародної академії якості.

## Біографія

### Ранні роки
Джозеф М. Джуран народився 24 грудня 1904 року в Румунії в містечку Бреїла. Цікаво, що його дід по батьковій лінії на ім'я Нафтула був вихідцем з Російської імперії. У 30-х роках XIX ст. він і його друг, прагнучи уникнути служби в царській армії, перебралися через Карпати і потрапили в містечко Гура-Хуморулуй, що входило в той час до складу Австро-Угорської імперії (нині входить до складу румунської провінції Буковина), де їх прихистила літня бездітна пара на прізвище Джуран. Батько Джозефа, Яків був одним з 11 дітей, його віддали в учні до шевця, а згодом він відкрив власну майстерню. Мати Джурана Гітель Голденберг народилася в Бреїлі. З 1907 року батьки Джозефа проживали в Гура-Хуморулуй, населення якого в той час становили: румуни, українці, німці, угорці, євреї, поляки, турки.
Переїхавши в США, сім'я оселилася на околиці міста Міннеаполіса (штат Міннесота). За 12 років життя в місті юний Джозеф працював у 16 місцях. Він був помічником власника бакалійної крамниці, обліковцем в морозильнику, пакувальником і продавцем у взуттєвому відділі магазину, прибиральником, посильним і клерком в магазині жіночого одягу, розповсюджувачем рекламних матеріалів під час виборів, пакувальником ліків, складачем і палітурником у видавництві «Standard Press». Наполеглива праця дозволила молодому Джурану здобути багатий життєвий досвід і сформувала його особистість. Ось, що він пише в своїх мемуарах: 
|  | Ми росли, не боячись важкої багатогодинної роботи. Ми вчилися шукати можливості і використовувати придбане завдяки цій майстерності. Ми сприймали відповідальність за створення своїх власних гнізд безпеки. Постійно підтримуючи тепло в нашій всепоглинаючій печі, ми пізнали етику праці, що послужило нам хорошу службу протягом усього життя. |

### Роки навчання
Маленький Джозеф почав відвідувати загальноосвітню школу в Гура-Гуморулуй. Де охоче вивчав арифметику. Офіційною мовою в школі була німецька, крім того, він вчив іврит в недільній школі при синагозі.
Чималий вплив на формування особистості Джозефа в шкільні роки зробило читання. Сім'я Джурана жила практично в ізоляції, і Джозеф з ранніх років знайшов для себе притулок, побудував свій власний світ, цей світ був в книгах, які він брав у публічній бібліотеці і читав. Навчаючись в старших класах, за порадою вчителя фізики, він вибрав коледж при університеті штату Міннесота і вирішив поступити туди за фахом інженера-електротехніка, через те, що це була галузь промисловості і галузь знань, що швидко розвивалася.
Джуран був чемпіоном університету з  шахів і одним із засновників Ліги Міннеаполіса по цій грі, що відкрило йому нові можливості в зароблянні грошей.
Коли Джуран навчався на останньому курсі, він отримав запрошення на роботу від компанії Western Electric, яка була частиною корпорації AT&T, на той час монополії у області телефонного зв'язку.

### Досвід безпосередньої роботи на виробництві
Після закінчення коледжу Джозеф почав працювати в компанії «Western Electric». Джуран безпосередньо занурився в пошук тих численних причин, які призводять до дефектів і несправностей, і вдався до аналізу і рішенням проблем якості. Джуран зрозумів, що виробництво, яке працювало за системою Ф. Тейлора, здійснюючи суцільний контроль, все ж не забезпечує високої якості продукції. В результаті він прийшов до висновку, що величезну роль в забезпеченні якості грають конструкторсько-технологічні підрозділи, де розробляються специфікації і вся технологічна документація, а також всі служби матеріально-технічного забезпечення. В результаті, на заводі в Хоторне був створений новий, один з перших в промисловості відділ статистичного контролю.
Трохи пізніше Джуран почав навчати спочатку рядових контролерів, а потім і старших менеджерів підрозділу технічного контролю заводу в Хоторне методам статистичного контролю якості.

## Комплексне управління якістю в рамках компанії, або «спіраль якості»

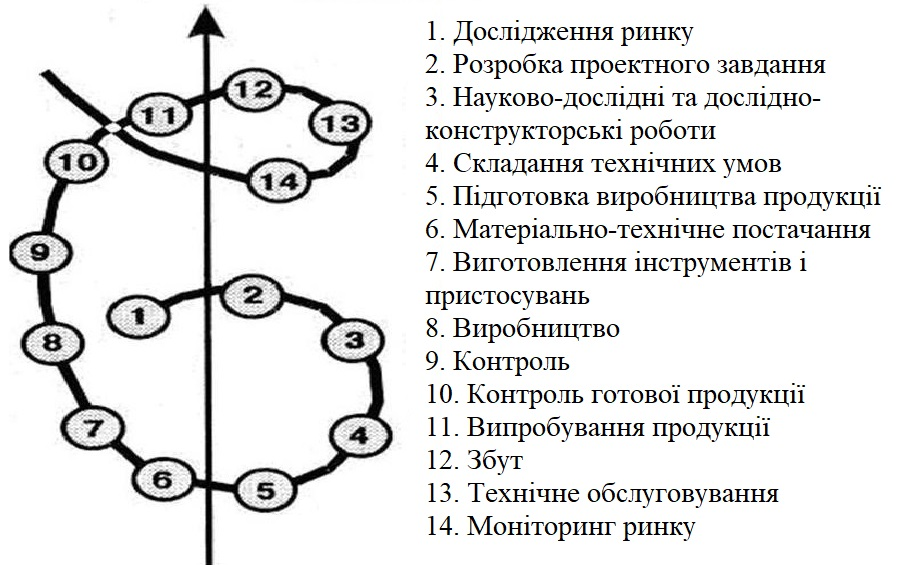
Спіраль Джозефа Джурана

Джозеф Джуран вважається одним з перших, хто сформулював комплексний підхід до забезпечення необхідного рівня якості продукції на підприємстві, назвавши його «Company-Wide Quality Control» (комплексне управління якістю в рамках компанії)[джерело?].
На думку Дж. Джурана, вказані процеси забезпечують безперервне формування і поліпшення якості продукції. Відповідно до такого погляду на вирішення проблеми якості була сформована модель системи якості Дж. Джурана, що охоплює всі етапи формування якості і передбачає безперервне поліпшення якості продукції на кожному подальшому витку спіралі. На сьогодні вищеназвана модель відома під назвою «спіраль якості», яка включає наступні етапи:
1. першоосновою якості є людина, що розглядається як особа, від гармонійного розвитку і дій якої залежить добробуту фірми;
2. успіху досягають ті фірми, функціонування яких ґрунтується на діяльності окремих команд;
3. від зацікавленості кожної людини в результатах її діяльності і всього колективу в цілому залежить загальний успіх;
4. управління якістю охоплює всі області діяльності фірми;
5. для забезпечення високої якості слід не усувати окремі дефекти, а виключити причини, що їх породжують;
6. дослідження ринку.

## Просвітницька діяльність
Джуран написав понад 30 книг (частина з них в співавторстві). Основні роботи: «Juran's Quality Control Handbook» (1951) 1904—2008, "Managerial Breathrough" (1964), « The Corporate Director» (співавтор Дж. Лонденом) (1966), «Upper Management and Quality, 4th edn» (1982), "Juran on Quality by Design "(1992), "Juran on Planning for Quality "(1988), «Архитектор якості» (автобіографічна, 2004).
У 50-х роках почалася професійна кар'єра Джурана, як консультанта і вченого в галузі управління якістю, яка принесла йому всесвітню популярність.
Консультаційна діяльність Джозефа тривала майже 50 років. За цей час він прочитав 400 курсів лекцій в США і в 34 країнах світу, зробивши з цією метою 178 поїздок за кордон. Примітно, що в соціалістичних країнах (Польща, Чехословаччина, Угорщина, Румунія, Югославія) Джуран читав лекції безкоштовно. Один раз Джуран був в СРСР (в 1969 р). До його послуг вдавалися такі найбільші компанії, як Gillette, GeneralFoodsCorp., Xerox, Rolls-Royce, Philips, Volkswagen, RoyalDutchShell, ToyotaMotorCo. Доктора Джурана, поряд з іншим всесвітньо відомим американським вченим доктором Едвардсом Демінгом, вважають одним із творців японського «дива», основоположником процесу відродження японської економіки в повоєнні роки.
Його книги перекладені 12 мовами і опубліковані у багатьох країнах. Крім того його перу належать понад 200 статей. Джуран випустив також понад 40 відеокасет лекцій по курсу: «Джуран про поліпшення якості» з супровідними посібниками до нього.
Тільки за кордоном більш як 20 тис. менеджерів і фахівців побувало на його п'ятиденних курсах під назвою: «Управління для досягнення якості» і одноденних: «Вище керівництво і якість» і «Планування з метою досягнення якості».
Найвідомішою книгою є «Довідник з контролю якості» (Quality Control Handbook). Перше видання вийшло в 1951 р, і за 11 років було продано 19 тис. примірників. Коли Джуран писав її (а контракт з видавцем був укладений в 1945 р), він постарався включити в неї всі відомі на той час практичні методи контролю і «універсальні концепції», не підозрюючи про те, що він вносить вклад в розвиток нової науки — управління заради досягнення якості, «елегантної», за його словами, науки, здатної принести «велике благо для суспільства». Ця наука в другій половині XX ст. стала розвиватися такими бурхливими темпами і увібрала в себе стільки галузей знань, що було потрібно періодично перевидавати довідник, кожен раз розширюючи його і додаючи нові глави. У п'ятому виданні, опублікованому в 1999 році, було уже 1800 сторінок. В даний час ця книга називається «Juran's Quality Handbook» (Довідник якості Джурана). Ця книга стала «біблією» для всіх фахівців і менеджерів в області управління якістю.

## Внесок у науку і практику управління якістю

### Концепція AQI
Дж. Джуран є автором концепції AQI (Annual Quality Improvement) — концепції щорічного поліпшення якості. На його думку, поліпшення якості — це перевищення вже досягнутих результатів роботи в області якості, пов'язане з прагненням людини встановити новий рекорд. Концепція спрямована і зосереджена на стратегічні рішення, конкурентоспроможність і довгострокові результати, які будуть давати ефект. Основними принципами AQI є:
- планування поліпшення якості на всіх рівнях і у всіх сферах діяльності підприємства;
- попередження, уникнення та виключення помилок у сфері управління якістю на підприємстві;
- перехід від адміністрування (наказів зверху) до планомірного управління всією діяльністю у сфері якості, включаючи вдосконалення адміністративної діяльності.

Для реалізації концепції AQI на підприємстві розробляється комплекс заходів, який передбачає:
- складання щорічної програми поліпшення якості;
- розробку методів поліпшення якості, його вимірювання і оцінки;
- навчання статистичним методам та їх впровадження в практику;
- вдосконалення організації робіт в адміністративній сфері.

### Загальне управління якістю або TQM
Бажання створювати конкурентоспроможну продукцію на ринку ініціювало створення нового методу підвищення якості. Цей метод отримав назву — загальне управління якістю або TQM (англ. Total Quality Management, TQM), прийнято виділяти вісім принципів менеджменту на основі якості:
1. орієнтація на споживача — організації повинні знати їхні поточні та майбутні потреби, виконувати їх вимоги і прагнути перевершити їх очікування;
2. лідерство керівника;
3. залучення працівників — працівники на всіх рівнях становлять основу організації, тому повна залученість дає можливість організації з найбільшою вигодою використовувати здібності;
4. процесний підхід — бажаний результат досягається ефективніше, коли діяльністю та відповідними ресурсами управляють як процесом;
5. системний підхід до менеджменту — виявлення, розуміння та управління взаємопов'язаними процесами як система вносять внесок у результативність та ефективність організації при досягненні її мети;
6. постійне поліпшення — організація має завжди розвиватись у всіх аспектах діяльності, це має бути її постійною метою;
7. прийняття рішень, засноване на фактах;
8. взаємовигідні стосунки з постачальниками.

Ці вісім принципів менеджменту на основі якості складають базу для стандартів на системи менеджменту якості. Тобто Дж. Джуран зробив величезний вклад у мистецтво управління якістю, його поглядам слідують і досі. Варто пам'ятати, що всі методи забезпечення якості — це філософія, слідуючи якій організації отримують винагороду — сильні конкурентні позиції на ринку.

### Забезпечення якості як обов'язок керівників
Дж. Джуран є тим теоретиком менеджменту, який з усією визначеністю покладає відповідальність за забезпечення якості на вище керівництво компаній. Сім кроків, які повинен зробити будь-який керівник для проведення революції якості.
1. Вищі керівники повинні створити комісію або раду з якості та обов'язково бути присутніми на всіх її засіданнях.
2. Топ-менеджери повинні зрозуміти, що управління якістю означає управління діяльністю підприємства. Тому вони повинні мати ясні цілі щодо якості в своєму бізнес-плані.
3. Керівництво компанії має заохочувати проведення навчання теоретичним та практичним методам підвищення якості у всій організації, щоб всі її співробітники повірили в те, що досягнення якості є невіддільною частиною їх роботи, а не ізольованим видом діяльності.
4. Топ-менеджери повинні відмовитися від орієнтації на фінансові показники і займатися розробкою заходів підвищення якості.
5. Необхідно проводити безперервні вимірювання підвищення якості та контролювати прогрес, досягнутий в контексті всієї сукупності корпоративних цілей.
6. Необхідно знати заходи, які слід вживати для підвищення якості, вирішення проблем, заохочення творчих зусиль і впровадження інновацій.
7. Система винагород повинна бути сумісною з системою стандартів якості, використовуваної споживачами, і необов'язково орієнтуватися на показники продуктивності праці. Стандарти якості, які використовуються споживачами, вимагають частого впровадження змін та інновацій, про що не слід забувати вищим керівникам компанії.

### Процеси управління якості
Дж. Джуран сформулював три універсальних процеси управління якістю:
1. Планування якості.
2. Управління якістю (моніторинг здійснюваних процесів з метою підвищення якості продукції з використанням методу «планування-розробка-перевірка-дія» (Plan-Do-Check-Act)).
3. Підвищення якості (10 етапів для підвищення якості). Забезпечення якості не є локально-операційним завданням, спрямованим на виявлення та усунення дефектів виробу перш, ніж він потрапить до споживача. Дж. Джуран також прагнув до поширення уявлення про підвищення якості не як про механічний процес для задоволення потреб шляхом виконання заздалегідь заданих умов, а як про великий стрибок вперед, прорив, кардинальне оновлення, націлене на створення конкурентної переваги.